# Nerea Rodríguez i Rodríguez
Nerea Rodríguez i Rodríguez   (Gavà, 7 de febrer de 1999) és una cantant catalana, coneguda per la seva participació a Operación Triunfo 2017.

## Biografia
Nerea Rodríguez va néixer el 8 de febrer de 1999 a Gavà. Des de petita va experimentar amb la música i va començar a cantar. Amb set anys va formar part de l'Aula de Música Soler, de Pastora Soler, i també va complementar la seva formació vocal amb classes de piano, guitarra, llenguatge musical, cultura musical moderna i orquestra. Anys més tard va formar-se en les diferents disciplines del teatre, cant i dansa, on destacava a les obres musicals per la seva veu i interpretació.
Amb 14 anys es va presentar a les audicions a cegues del programa de Telecinco, La Voz Kid, on finalment no va ser seleccionada.
Amb 18 anys, el 2017, es va presentar al càsting d'Operación Triunfo a Barcelona. Va aconseguir passar totes les fases del càsting i va participar en la Gala 0 del programa, en què va aconseguir ser seleccionada per entrar al programa. Va arribar fins a la Gala 10, on va ser eliminada contra Agoney en una de les votacions més ajustades del programa.
Després del programa va realitzar una gira d'OT 2017 per nombroses ciutats de l'Estat espanyol, omplint estadis i pavellons. L'últim concert va ser el 28 de desembre de 2018 i va tenir l'oportunitat de presentar-hi el seu primer senzill per primera vegada.
Ha participat a Pasapalabra en qualitat de convidada en quatre programes, tres d'ells a l'agost de 2018 per promocionar l'obra de teatre La llamada on interpreta el paper de María Casado des de maig de 2018.
Al maig de 2019 es va estrenar UglyDolls, pel·lícula de dibuixos animats en la qual hi va posar veu a la protagonista. El 2019 va ser la protagonista del musical Aladdin a Barcelona, que compaginava amb la seva participació a La Llamada. Aquell mateix any va doblar al fada padrina de la pel·lícula Playmobil.
El 2021 va quedar en segona posició en la vuitena temporada de Tu cara me suena.
Al Festival de la Cançó d'Eurovisió 2021 va ser membre del jurat professional de l'Estat espanyol, juntament amb Samantha, Antonio Hueso, María Peláe i David Santisteban.

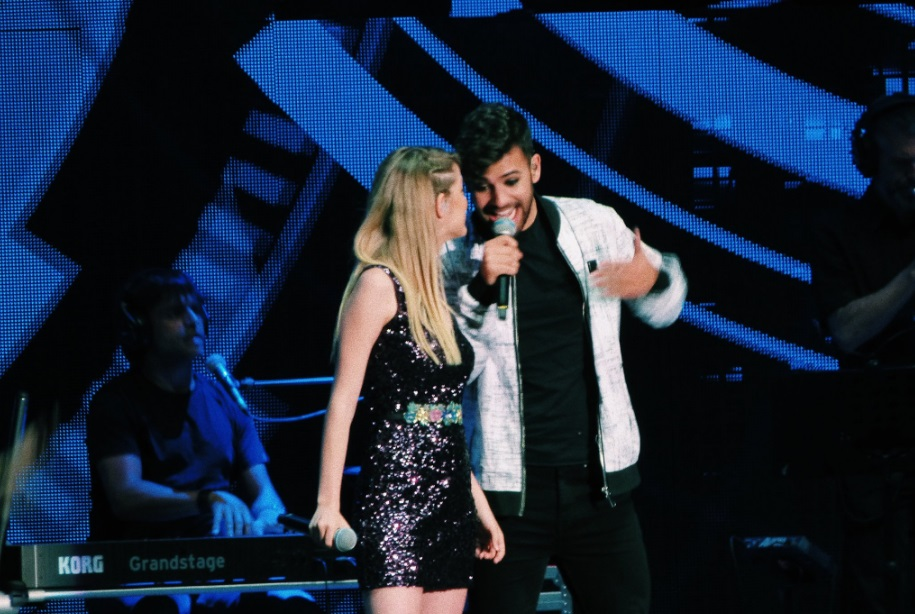
Nerea Rodríguez i Agoney durant una actuació d'Operación Triunfo 2017.

## Trajectòria televisiva

### Televisió
| Televisió        | Televisió                      | Televisió            | Televisió                                | Televisió |
| Any              | Programa                       | Cadena               | Observacions                             |           |
| ---------------- | ------------------------------ | -------------------- | ---------------------------------------- | --------- |
| 2014             | La voz kids                    | Telecinco            | Concursant - Eliminada                   |           |
| 2017 - 2018      | Operación Triunfo 2017         | La 1                 | Concursant - 9ª expulsada                |           |
| 2018             | Operación Triunfo 2018         | La 1                 | Convidada                                |           |
| 2018; 2019; 2020 | Pasapalabra                    | Telecinco i Antena 3 | Convidada                                |           |
| 2019             | La mejor canción jamás cantada | La 1                 | Concursant amb Raoul Vázquez i convidada |           |
| 2019             | Trabajo temporal               | La 1                 | Convidada amb Agoney                     |           |
| 2020 - 2021      | Tu cara me suena               | Antena 3             | Concursant - 2ª                          |           |

## Discografia

### Senzills
- 2018: «Y ahora no»[11]
- 2019: «Tu segunda opción»[12]
- 2019: «Noche de paz»[13]

### EP
- 2019: Diciembres (acústic)[14]

### Senzills promocionals
- 2019: «Por Ti» (amb Raoul Vázquez com a BSO de la pel·lícula Terra Willy: Planeta Desconegut)[15]
- 2019: Banda sonora de Playmobil: la pel·lícula[16]

## Doblatge i teatre

### Doblatge
| Doblatge | Doblatge                        | Doblatge     | Doblatge     | Doblatge |
| Any      | Pel·lícula                      | Personatge   | Director     |          |
| -------- | ------------------------------- | ------------ | ------------ | -------- |
| 2019     | Terra Willy: planeta desconegut | Willy        | Eric Tosti   |          |
| 2019     | UglyDolls                       | Moxy         | Kelly Asbury |          |
| 2019     | Playmobil: La pel·lícula        | Fada Padrina | Lli DiSalvo  |          |

### Teatre
| Obres de teatre | Obres de teatre | Obres de teatre | Obres de teatre                | Obres de teatre |
| Any             | Obra            | Personatge      | Director                       |                 |
| --------------- | --------------- | --------------- | ------------------------------ | --------------- |
| 2018-actualitat | La llamada      | María Casado    | Javier Ambrossi i Javier Calvo |                 |
| 2019            | Aladdin         | Jasmine         |                                |                 |